# Helleriella
Helleriella är ett släkte av orkidéer. Helleriella ingår i familjen orkidéer.
Kladogram enligt Catalogue of Life:
| Helleriella | \| \| Helleriella guerrerensis \| \| \| \| \| \| Helleriella nicaraguensis \| \| \| \| |
|             | \| \| Helleriella guerrerensis \| \| \| \| \| \| Helleriella nicaraguensis \| \| \| \| |
|             | Helleriella guerrerensis                                                               |
|             |                                                                                        |
|             | Helleriella nicaraguensis                                                              |
|             |                                                                                        |